# Эрзянский фольклор
Эрзянский фольклор (эрз. эрзянь фольклор) — устное народное творчество эрзян, представлено коллективной художественно-литературной, а также музыкально-творческой деятельностью народа; неотъемлемая часть традиционной народной культуры эрзян. Ареал распространения и бытования включает прежде всего национальные республики Мордовию и Татарстан, а также Пензенскую, Тамбовскую, Саратовскую и Ульяновскую области.
К основным литературным жанрам эрзянского фольклора относят предания, песни (трудовые, обрядовые, бытовые), сказки, эпос, народное поэтическое творчество (пословицы) и так далее.
Выдающиеся произведения эрзянского народного творчества были включены в первый сборник лучших образцов фольклора «Эрзянь фольклор», который вышел в 1939 году. В него вошли в том числе песни, сказки, частушки, загадки и обрядовые жанры.

## История
Одним из первых собирателей и интерпретаторов эрзянского фольклора считается писатель-реалист и этнограф Павел Мельников-Печерский, который во второй половине XIX века инициировал научный и общественный интерес к финно-угорским народам, проживающим в Российской империи. В 1851 году в своей статье «Эрзянские свадьбы» он дал подробное и детальное описание свадебного обряда эрзян, сопродив его текстами свадебных песен, причитаний, молитв. В 1867 году вышел его основательный труд «Очерки мордвы», который ныне считается первой попыткой изучения быта и дохристианских верований мокшан и эрзян.
В 1891 году финский лингвист и фольклорист Хейкки Паасонен издал сборник эрзя-мордовской народной литературы в двух частях. В первый вошли 54 текста обрядовых и необрядовых эрзянских песен, а также 46 поговорок и 415 загадок. Во вторую часть были включены 18 эрзянских сказок. Это издание послужило толчком для сбора и публикаций эрзянского фольклора, и уже в 1893 году известный российский педагог-ученый Макар Евсевьев публикует в журнале «Живая старина» свой первый вариант «Мордовской свадьбы», который был записан из уст родной матери, потом постепенно дополнен другими записями по всем жанрам и переиздан в 1931 году.
Впервые к региональному, но системному изучению традиционного фольклора эрзян и мокшан, обратился российский академик Алексей Шахматов. Собранные им в эрзянских селах в 1905 и 1906 годах фольклорные и этнографические материалы (в том числе свадебные и похоронные обряды, сказки, предания, загадки, пословицы, песни и др.) вошли в его «Мордовский этнографический сборник», изданный в 1910 году.
В 1920—1930-х годах интерес к изучению культуры Мордовии в целом начали проявлять ученые из Москвы, Саратова, Пензы, Нижнего Новгорода. В 1940—1950-х годах изучение культуры мордовских народов было уже инициировано на высоком уровне: проведены фольклорные и этнографические экспедиции Институтом этнографии АН СССР совместно с учеными Мордовии в регионах компактного проживания эрзян. Выпускались обобщающие теоретические работы, посвященные изучению отдельных жанров устно-поэтического творчества эрзян.

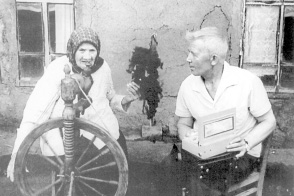
Михаил Чувашов во время одной из своих фольклорных экспедиций. 1969 год.

Первое обстоятельное научное монографическое исследование по эрзянскому фольклору было написано в 1947 году Андреем Маскаевым. В этом научном труде исследователь обобщил результаты сбора эрзянских сказок, определил их жанровые разновидности и специфику бытования. В 1964 году выходит еще одна его монография, где ученый на основе большого круга фольклорных источников уже систематизировал знания по народному творчеству и рассмотрел вопрос о связи фольклора с историей и бытом эрзян, которые были неразрывно связаны между собой.
Самым известным собирателем эрзянского фольклора в XX веке был Михаил Чувашов. Многолетняя поисковая работа в Мордовии позволила ему собрать богатейший и значимый фольклорный материал, который сейчас хранится во многих российских и мордовских музеях. Это более чем 2000 записей, уникальных по жанру и художественной значимости — песенный эпос, обрядовая и необрядовая лирика, свадебные и похоронные причитания, колыбельные песни, детская народное творчество и т.д.
Не меньший вклад в сбор, систематизацию и публикацию эрзянского фольклора сделали различные ученые, писатели, общественные деятели, среди которых: Маризь Кемаль, Лука Кавтаськин, Александр Самошкин, Василий Радаев и многие другие.

## Обрядовое творчество
Обрядовое народное творчество эрзян представлено колядками, которые исполняются на Святки во время обхода дворов с новогодними поздравлениями, песнями на Масленицу, тематика которых связана преимущественно с образом жаворонка, русальными песнями, заговорами, а также семейно-обрядовыми песнями, свадебными, погребальными, плачем, обрядовыми песнями, связанных со строительством дома, новосельем и др. Среди известных песен — «Вай, куроксто, куроксто» («Ой, быстрее, быстрее»), «Мазый садсо» («В красивом саду») и др.

## Героический эпос
Героический эпос увековечивает славные поступки народных героев эрзян, исторических и вымышленных. Занимая особое место в устном творчестве эрзянского фольклора, он включает в себя былины, думы, а также исторические песни. Произведения преимущественно героического, реже — социально-бытового характера.
Самой известной эпической песней эрзян считается песня «Тюштя», повествующая историю легендарного князя Тюштян.

## Баллады
Наибольшую группу в фольклоре эрзян составляют баллады семейно-бытового характера. Характерны баллады с напряженным сюжетом, который драматизируется за счет мифологических и мистических мотивов. Присущи эффекты наращивания психологизма и трагизма.
Показательной является эрзянская мифологическая баллада «Кузмань Даря».

## Лирические песни
Большой пласт народного творчества эрзян представлен лирическими песнями, на репертуар и музыкальную стилистику которых существенно повлияли русские, а в отдельных случаях и украинские лирические песни (в основном касается эрзян Сибири и Дальнего Востока) вследствие тесных культурных отношений народов.
Тематика эрзянских лирических песен разнообразна и условно делится на две группы: лирические семейно-бытовые и лирические общественно-бытовые. Песни передают личную жизнь человека, отношения в семье, драмы, конфликты; воспроизводят общенародные проблемы, или проблемы определенной социальной группы, слоев населения. Часть песен эмоционально насыщена.
К лучшим образцам народной эрзянской лирики относят: «Мазы дугам а Охим!» («Красивая сестрица, Ефимия!»), «Ох, урьвинем-эеднем!» («О, сношенько — дитятко!»), «Учовлитинь, од цёра» («Подождала бы тебя, молодой парень»), «Тон симат-ярсат» («Ты гуляешь, веселишься») и другие.

## Сказочная проза
Сказочный эпос как часть устного народного творчества является большим пластом эрзянской словесности. Сказочная проза представлена в основном произведениями фантастического, героически-авантюрного и бытового характера. В эрзянских сказках отражены верования и ценности народа. Важное место занимают сказки о животных. Сюжеты многоэпизодные, с драматическим развитием событий, сосредоточены на действии, а также на герое. Всегда имеют счастливое окончание.
Первые эрзянские народные сказки были опубликованы в 1928 году в сборнике Макара Евсевьева «Ерзянь евкст» («Эрзянские сказки»). В сборник вошли 66 сказок.
Среди известных фантастических — «Сыре-варда», «Вирява», «Сырьжа», «Кулома», а бытовых — «Пси нурдт» («Горячие сани»), «Сёвонень идне» («Глиняное дитятко»).

## Историческая проза
Народные эрзянские легенды, предания, рассказы имеют характерную связь с русским фольклором. Народная историческая проза представлена многими заимствованиями как собственно героев, места действия в целом, так и тематики в частности.
Поэтика отмечается устойчивым сюжетом, который передается в свободной форме, информация импровизируется (сохраняется только основная, важная), подается обычным народным языком без поэтических фигур.
Вступительные элементы и концовки в прозе схожи с русской композицией и строением.

## Паремиография
Эрзянская паремиография представлена многими жанрами, в частности афоризмами, загадками, присказками, пожеланиями, поговорками, приметами, пословицами и тостами. Наиболее популярные — загадки, поговорки и пословицы.
В древности эрзянская загадка имела культовое значение, была связана с поверьями и обрядами. Впервые тексты эрзянских загадок были опубликованы в 1883 году в Казани. Наибольший вклад в сбор и изучение загадкок внесли Хейкки Паасонен, Алексей Шахматов и Кирилл Самородов. Последний выделил 3 вида загадкок: описательные или метафорические; загадки-вопросы; загадки-задачи.
Эрзянские пословицы прежде всего выражают любовь к родному краю, готовность защищать его, отражают необходимость дружбы между народами и т. д.
Распространяются от поколения к поколению, сочетая в себе глубокий смысл с очень простой, но образной формой, легко запоминаются.
Как правило, по форме все короткие, их строение отличается симметричностью, разделением на части, которые рифмуются между собой (иногда нет), строятся с использованием или синтаксического параллелизма — «Кодат чачтыйтне, истят кастыйтне» (Какие родители, такие и воспитатели), или противопоставления — «Эйкакшось правты вейке сельведь, авась-кавто» (Ребёнок уронит одну слезу, а мать — две).
Чаще всего пословица используют метафору, а также гиперболу — «Урозонь сельведесь — пиципалакс» (У сиротинушки слеза что жгучая крапива), иронию — «Маштат видеме-сокамо — маштт сюронь кочкамо (урядамо)» (Умеешь пахать-сеять, умей и урожай собрать), эпитеты — «Берянь азоронь крандазось ки колы» (Телега нерадивого хозяина всю дорогу испортит) и другие тропы.
Главной особенностью эрзянских пословиц является назидательность.